# Aerolift
Aerolift es una aerolínea con base en Bryanston, Gauteng, Johannesburgo, Sudáfrica. Efectúa vuelos no regulares y servicios de carga y ACMI dentro de África utilizando aviones rusos. Comenzó a operar en 2002.

## Flota
La flota de Aerolift incluye los siguientes aviones (en marzo de 2007):
- 1 Antonov An-12
- 1 Antonov An-26
- 1 Antonov An-32
- 1 Antonov An-72
- 1 Ilyushin Il-76
- 1 Lockheed Tristar

## Accidentes e incidentes
- El 20 de febrero de 2009, un Antonov 12 se estrelló cuando se le incendió un motor mientras despegaba del Aeropuerto Internacional de Luxor, Egipto. Los cinco tripulantes murieron.[3]

- El 9 de marzo de 2009 un Ilyushin 76 se estrelló en el Lago Victoria tras despegar del Aeropuerto de Entebbe, Uganda. Los once miembros a bordo murieron.